# 終極一班5
《終極一班5》（英語：KO ONE: RE-CALL），2018年兩岸合拍網路偶像劇，由可米傳媒有限公司製作。終極系列第十部，由SpeXial-Evan、辰亦儒、宏正、文雨非、SpeXial-明杰、SpeXial-風田、蔣蕊澤、五熊、 金中西、陳詩敏、A'N'D-Lucia、A'N'D-Sunnee、邵崇柏（小猴）、張皓明、那維勳主演 ，曾沛慈、偉晉、SpeXial-子閎特別演出。於2017年4月開拍，後於台灣補拍宏正部分。台灣於2018年1月22日起周一至周五由愛奇藝台灣站播出，於2018年2月26日播畢。

## 播出時間

### 首播
| 頻道         | 所在地   | 播映日期               | 播出時間              | 備註   |
| ------------ | -------- | ---------------------- | --------------------- | ------ |
| 愛奇藝台灣站 | 臺灣     | 2018年1月22日－2月26日 | 每週一至週五晚上00:00 |        |
| 优酷         | 中国大陆 |                        |                       | 已下架 |

## 登場人物

### 主要人員
| 演員               | 角色                                                                                | 武器                               | 戰力指數 | 出場集數                                             |
| Evan （SpeXial）   | 藍斯洛 鐵時空：大戰人員 銀時空2017：趙雲                                            | 鬼狼刀、石中劍                     | 12000 (原) →18000 (鬼狼刀出鞘) →35000 (刀劍之力) →100000 (刀劍合一)                                                         | 3-13、15-16、18-28、30-55、57-60                     |
| 羅宏正             | 辜戰 鐵時空：呼延覺羅．蒼芎 銀時空：黃忠 銅時空：勾追                               | 豬狗不如強強棍、淚牛滿面打光棍1111 | 原戰力9000 →得到淚牛滿面打光棍1111後15200+ →下半身癱瘓後5000+                                                               | 1-6、8-26、31、47、50                                |
| 文雨非             | 裘球 鐵時空：吉吉如律．苓 銀時空：球兒 銅時空：尹小楓                               | 神隱喵喵爪                         | 原戰力7200 →50000+（得負能量後） →200000+（完全駕馭負能量） →20000 (藍王止戰盃消除後)                                       | 1-6、8-28、31-41、46-60                              |
| 蔣蕊澤             | 太陽 銀時空2017：甘昭烈                                                             | 飛輪嗨嗨嗨                         | 8000+ | 1、4、7-17、20-51、53、55、57-60                     |
| 辰亦儒             | 王亞瑟（亞瑟王） 鐵時空：古拉依爾．蘭陵王                                           | 石中劍                             | 十年前9000~9500+ →成魔14000~20000+ →荷包蛋大戰0 →終極三國登場11000+ →十年後20000+ →使用石中劍32000~35000+ →控制劍魔後42000+ | 5-9、11-20、22-35、43、50、57                        |
| 五熊               | 五熊 銀時空：小喬（喬倩）                                                           |                                    | 十年前7000 十年後12000+ | 7-8、11-12、16、18、20、26-34                        |
| 明                 | 筆靈 金時空：花靈龍 鐵時空：葉神（陳偉） 銀時空2017：周瑜                           |                                    | 8000~12000 | 11-13、15、17-22、28、31、34、38-42、44-54、56-57    |
| 風田 （SpeXial）   | 榊覔                                                                                |                                    | 預測7000~10000+ | 14-15、17、22、25-26、28-33、36-40、47-50、55、57-60 |
| 金中西             | 小虎 史上最弱高中生 （傳說級拔魔戰士、魔化火焰使者［未完全開發］） 銀時空2017：張飛 |                                    | 原 0 →傳說級拔魔戰士 100000+(與刀劍合一抗衡 拔魔指數) →魔化火焰使者 1000000000                                              | 3-6、8-13、15-20、22-28、32-33、36、40-55、57-60     |
| 陳詩敏 （KOGIRLS） | 童桐 銀時空2017：孫尚香                                                             |                                    | 8000~10000 | 3-6、8-13、15-20、22-28、32-34、36-53、55、57-60     |
| 陳盈燕 （A'N'D）   | 童瑤（小八） 鐵時空：練舞少女 銅時空：嚴炎 銀時空2017：夏侯芝                       |                                    | | 7-8、15-18、20、26-29、31-34、43、45-49              |
| Sunnee （A'N'D）   | 藍斯春 鐵時空：練舞少女 銅時空：叮噹                                                |                                    | 10000~11000+ | 3、9、11、15-17、20-22、29-36、39-51、54-55、58-60   |
| 邵崇柏             | 那個誰（胡以資） 銀時空：呂蒙 銅時空：嚴睿                                          | 我敲我敲我敲敲敲之好棒棒           | 7500+ | 1-2、4-6、8-12、14-16、20-28、32-33、47-50、57-60    |
| 邵崇柏             | 土地公                                                                              |                                    | | 39-47、56、58                                        |

### 其他同學
| 演員   | 角色                                                        | 出場集數                                             |
| 張皓明 | 金寶三 鐵時空：任秂完弄．晨文 銀時空：蔣幹 銀時空2017：蔣幹 | 1-6、8-13、15-17、19-27、32-33、55-59                |
| 胡桓瑋 | 尚半生 銀時空：鄒靖                                         | 1-6、8-12、15-17、20、22-28、32-33                   |
| 李佳成 | 夏半生                                                      | 1-6、8-12、15-17、20、22-28、32-33                   |
| 三利   | 嘟嘟好                                                      | 1-2、4-6、8-9、11-12、15-16、20、22-24、26-28、32-33 |
| 馬域寬 | 卡比獸                                                      | 1-2、4-6、8-9、11-12、15-16、20、22-24、26-28、32-33 |
| 洛曉青 | 白泡泡                                                      | 1-2、4-6、8-9、11-12、15-16、20、22-24、26-28、32-33 |
| 王雨曼 | 尤棉棉                                                      | 1-2、4-6、8-9、11-12、15-16、20、22-24、26-28、32-33 |
| 田起蒙 | 曾泰戈                                                      | 1-2、4-6、8-9、11-12、15-16、20、22-24、26-28、32-33 |
| 楊琳   | 阿曼達                                                      | 1-2、4-6、8-9、11-12、15-16、20、22-24、26-28、32-33 |

### 其他人物
| 演員   | 角色                                 | 戰力指數               | 出場集數                 |
| 王軼玲 | 王瑪麗                               | 7500~12500+            | 5-7、23、50-54           |
| 夏靖庭 | 賈勇 鐵時空：斬魔烈士 銀時空：呂伯奢 |                        | 4、16-17、20-21、23、57  |
| 葉蕙芝 | 古文靜 銀時空：魅娘                  |                        | 4、17、20、23、26、57    |
| 乾德門 | 老錢 銅時空: 老邁純種日行者          | 20000+                 | 13-14、22-23、59         |
| 周廷珊 | 魔君                                 | 40000+                 | 17-19、24、36、38-40、45 |
| 程泓   | 藍天                                 |                        | 15-16、20-21、34-35、40  |
| 劉承恩 | 老孫                                 |                        | 29-31、39、51、59        |
| 徐越   | 拔魔戰士大雄                         | 0→50000（遇魔時）      | 19、24                   |
| 孫穎玉 | 衾娘祖奶奶 銀時空2017：李傕          |                        | 3、19、22、24、55        |
| 劉愛蓮 | 金奶奶                               |                        | 15、56                   |
| 張賀茗 | 刀靈 銀時空2017：黃忠                | 10000                  | 35、43、54、57、59       |
| 阮澤軼 | 劍魔                                 | 10000                  | 35、43、54、57、59       |
| 鄭子寒 | 孩子                                 |                        | 25                       |
| 沈夢琪 | 錢淺                                 |                        | 55、58                   |
| 蔡夏傑 | 重拳士官班隊長                       |                        | 3                        |
| 賀子健 | 青年賈勇                             |                        | 18                       |
| 毛繼明 | 骨董書店老闆                         |                        |                          |
| 葉軒彤 | 小小童                               |                        | 14                       |
| 催雅涵 | 小小八                               |                        | 27                       |
| 劉浪   | Dr.毛                                |                        |                          |
| 林月閒 | 藍家祖先                             |                        | 59.60                    |
| 周卓   | 摸擬魔你武力全開                     |                        |                          |
| 張加奇 | 武知朱                               | 10000+以上（未知實力） |                          |
| 張加林 | 武知楊                               | 10000+以上（未知實力） |                          |
| 魏軍   | 青年金筆客                           |                        |                          |
| 韓建設 | 柯博                                 |                        | 25                       |
| 吳成棟 | 流浪漢                               |                        |                          |
| 陸凱   | 大尾                                 |                        |                          |

### 客串人物
| 演員   | 角色                                                                   | 戰力指數 | 出場集數            |
| 曾沛慈 | King（雷婷） 鐵時空：葉赫那拉·宇香 銀時空：孫尚香（小慈） 銅時空：潔客 | 9000+→0→13000+ →14000~16000+（進入時空縫縫時）                                                                          | 1-3、5、19、24、50  |
| 曾沛慈 | 葉赫那拉·宇香（鐵時空）                                                | 16000→20000+（擁有魔性和異能） →25000~28000+（大戰前）                                                                  | 1-2                 |
| 偉晉   | 止戈 鐵時空：葉聖 銅時空：王大衛 銀時空2017：劉備                      | 10000（原）→11500+（獨孤狼大戰） →12500+（獨孤狼大戰恢復後）→14500+（修煉止家傳家寶典） →16500~20000+（進入時空縫縫時） | 1-3、19、24、47、50 |
| 偉晉   | 止戈的母親                                                             | 未知 | 1                   |
| 林子閎 | 萬雙龍 金時空：中萬鈞 鐵時空：大戰人員 銅時空：項冥 銀時空2017：關羽   | 11000+ | 3-5、9-11           |

### 武力裁决所
| 演員   | 角色                                                                                           | 戰力指數 | 出場集數                                  |
| 那維勳 | 斷腸人（紅龍/段常仁） 鐵時空：葉赫那拉．思仁（葉思仁） 銅時空：日音王                          | 20年前30000+ →自廢武功0 →250000+（瘋龍人格覺醒並擁有負能量）                                                                                           | 2-4、6、9-10、13-14、16、18、20-23、58-60 |
| 那維勳 | 瘋龍（負老闆） 斷腸人的另一個人格                                                              | 250000+（擁有負能量） | 10、13、21、30-60                         |
| 那維勳 | 黑龍（段曉仁） 鐵時空：葉赫那拉．思偍（葉思偍） 銀時空：孫堅 銅時空：日月王 銀時空2017：趙錢孫 | 20年前25000+ →成魔45000~50000+ →雙魔合一85000+ →荷包蛋大戰0 →10年後15000~18000 →葉思提灌戰力30000+ 獨孤狼大戰時→35000+ →45000+（修煉後，可和魔君抗衡） | 5-7、9-10、22-23、38、40、44-55           |
| 秦楊   | 止水（登龍） 銅時空：王阿天                                                                    | 20000+（20年前）→35000+ | 1-4、6、9-10、14-16、22-23                |
| 李㼈   | 王土龍（土龍）                                                                                 | | 沒有參與演出                              |
| —      | 雨龍                                                                                           | 25000+（20年前） | 丁小雨的爸爸                              |
| —      | 雷龍                                                                                           | 25000+（20年前） | 雷克斯的爸爸                              |
| 王志龍 | 青年止水（登龍）                                                                               | | 9、14、18                                 |
| 於擇浩 | 青年紅龍（斷腸人）                                                                             | | 9、14、18                                 |
| 於擇翰 | 青年黑龍                                                                                       | | 9、14、18                                 |
| 王俊傑 | 青年雷龍                                                                                       | | 9、14、18                                 |
| 李軍傑 | 青年雨龍                                                                                       | | 9、14、18                                 |
| 布朗尼 | 青年土龍                                                                                       | | 9、14、18                                 |

## 終極武器
| 名稱                      | 持有者        | 集數               |
| 石中劍                    | 王亞瑟→藍斯洛 | 11-19-24-32-33     |
| 鬼狼刀                    | 藍斯洛        | 8-9-11-15-19-32-33 |
| 豬狗不如強強棍            | 辜戰          | 2                  |
| 淚牛滿面打光棍1111        | 辜戰          | 2-11-19            |
| 刑天盾                    | 止戈          | 2-24               |
| 神隱喵喵爪                | 裘球          | 2-19-24-45-60      |
| 我敲我敲我敲敲敲之 好棒棒 | 那個誰        | 19-22-24-60        |
| 飛輪嗨嗨嗨                | 太陽          | 9-19-24-60         |
| 火神腕套                  | 萬雙龍        | 9-11               |
| 超級拔魔斬                | 大雄          | 19-24              |
| 龍紋鏊                    | 汪大東        | 38                 |
| 阿瑞斯之手                | 雷克斯→丁小雨 | 38                 |

## 終極百科
| 名稱                     | 持有者                                                     | 集數                     |
| 要死一起死2.0            | 雷婷                                                       | 1                        |
| 時空縫縫                 | 魔界                                                       | 2                        |
| 馗                       | 王亞瑟 藍斯洛                                              | 12                       |
| 武力裁決所               | 紅龍（假死） 瘋龍 雷龍（未知） 雨龍（未知） 黑龍 土龍 登龍 | 6（對話中提起）、9、10、 |
| 負能量公司               | 負老闆（瘋龍）                                             | 10-13                    |
| 金筆                     | 筆靈 金寶三                                                | 11                       |
| 七步成屍                 | 魔界                                                       | 19                       |
| 隱形披風                 | 辜戰                                                       | 23-24                    |
| 光子核包彈               | 辜戰                                                       | 23-24                    |
| 燃燒戰魂                 | 辜戰                                                       | 23-24                    |
| 劍匣                     | 藍斯春                                                     | 32                       |
| 大熊寶盒                 | 小八                                                       | 32                       |
| 你痛我痛大家齊痛痛分享器 | 榊覔                                                       | 49                       |
| 萬魔歸元咒               | 魔君                                                       | 51                       |
| 藍王止戰碑               | 藍家祖先                                                   | 59、60                   |
| 缺德缺到家，98無鉛香蕉皮 | 兵器總站                                                   | 59、60                   |
| 末日時鐘                 | 小虎（魔。火焰使者）                                       | 60                       |

## 電視劇歌曲
| 曲別        | 歌名        | 演唱者／演奏者     | 作詞               | 作曲       | 劇中播出                                 |
| 片頭曲 插曲 | Buddy Buddy | SpeXial            | 馬嵩惟、Jerry Feng | Daniel Kim | 片頭曲：全劇 插曲：2、30、37             |
| 片尾曲 插曲 | 匆匆        | KOGIRLS            | 黃俊郎             | 陳德修     | 片尾曲：全劇 插曲：24、27、30-31、34、44 |
| 插曲        | 偷偷        | KOGIRLS            | 黃俊郎             | 羅宇軒     | 47                                       |
| 插曲        | 最難的溫柔  | 宏正、SpeXial-Evan | 姚若龍             | 林正       | 14、21-22、31、43、45、50、57            |

## 取景
- 台北市
- 新北市
- 上海市

## 外部連結
- 終極一班5的Facebook專頁 （页面存档备份，存于）
- 愛奇藝線上看 （页面存档备份，存于）

## 資料來源
1. ↑  .   [2017-06-21]. （原始内容存档于2017-03-18）.